# آيت مولاي العربي (إشقرن)
آيت مولاي العربي هو دُوَّار يقع بجماعة لهري، إقليم خنيفرة، جهة بني ملال خنيفرة في المملكة المغربية. ينتمي الدوّار لمشيخة إشقرن التي تضم 11 دوار. يقدر عدد سكانه بـ 189 نسمة حسب الإحصاء الرسمي للسكان والسكنى لسنة 2004.

## وصلات خارجية
- البوابة الوطنية للجماعات الترابية
- المندوبية السامية للتخطيط